# 黃玉榮
黃玉榮（1977年4月1日—），台灣男藝人，為前團體183club成員之一，也是台灣的戲劇小生之一。

## 生平
黃玉榮出生於花蓮、擁有阿美族、客家血統。
1999年，黃玉榮參加第三屆MAN'S UNO超級男模大賽，獲得季軍而加入演藝圈。後加入滾石唱片，曾於《半成年主張》專輯演唱《東海小王子》一曲。一心往歌唱事業發展的黃，曾因專輯不開案，演藝工作停擺而轉到公關公司上班。之後又再失業，以致債台高築。
2004年，喬傑立娛樂要成立新的男子偶像團體，找來黃玉榮，與顏行書、王紹偉、明道、祝釩剛共5人，組成183club，黃為團體中的舞蹈總監。
2020年4月1日生日當天公布與妻子蔡憶青於2018年6月30日登記結婚。

## 音樂作品

### 音樂專輯
| 年份   | 專輯名稱                                  | 發行公司             | 專輯曲目 |
| 2002年 | 《半成年主張》                            | 滾石唱片             | 12首 1. Intro 2. 懶的跟你ㄊㄨㄚㄟ╱孔令奇 3. 沒規矩╱趙之壁 4. 新幹線╱旺福 5. 東海小王子╱玉榮 6. 王子麵╱Kid & dream 7. 雨天的尾巴（滬尾小情歌）╱陳綺貞 8. 找尋你 呼喚你╱強辯樂團 9. 生命要繼續╱Witness feat. AGOTA 10. 水喔水喔╱大支 11. 未成年主張╱失控樂團 12. 玻璃絲襪╱許哲珮 |
| 2004年 | 《天國的嫁衣電視原聲帶》                  | 愛貝克思             | 12首 1. 花序 2. 愛情加油 3. 多一天愛一點 4. 子皓的豪門世界 5. 花的嫁紗 6. 回不去的記憶 7. 極速危險 8. 預感 9. 明明曾經是相愛的 10. 折磨 11. 牽掛 12. 愛的天國 |
| 2005年 | 《王子變青蛙電視原聲帶》                  | 聲色工廠傳播有限公司 | 12首 1. 迷魂計 Enticing Trick (183CLUB) 2. Wonderful Day 3. 魔法 Magical Smile (183CLUB) 4. Bye! Boy (7朵花) 5. Latina 6. 不夠勇敢 Not brave enough (VJ) 7. 失去記憶最初的愛 Memory Puzzle 8. 我只想要 All I want (7朵花) 9. 醒醒 Wake Up 10. 閉上眼 默唸3遍 Call my Name (183CLUB+7朵花) 11. 真愛 Pure Love (183CLUB) |
| 2005年 | 《愛的奇蹟-喬傑立巨星最紅偶像劇情歌精選》 | 華納音樂             | 17首 1. 折磨 2. 存在 3. 忘了愛 4. 花的嫁紗 5. 背影 6. 對手 7. 煎熬 8. 挑撥 9. 多一天愛一點 10. 誰最漂亮 11. 任我遨遊 12. 暴風雨 13. 討好 14. 傻瓜情人 15. 我難過 16. 相信永遠 17. 愛的奇跡 |
| 2006年 | 《愛的奇蹟2-跳舞吧jstar》                 | 華納音樂             | 13首 1. 迷魂計(Remix) 2. Lucky Charm(Remix) 3. 風雲變色(Remix) 4. 愛的Bubble(Remix) 5. C'est si bon Remix(Remix) 6. HuLaHu(Remix) 7. 守候(Remix) 8. 跟我一起哇哇(Remix) 9. 放手一搏(Remix) 10. Give it up Remix 11. 傳說 Remix 12. 跟我一起哇哇原曲 13. 新年快樂Happy new Year組曲 |
| 2006年 | 《愛情魔髮師電視原聲帶》                  | 華納音樂             | 13首 1. 完美情人(183CLUB) 2. Magic Room(183CLUB) 3. 誤打誤撞(配樂) 4. Bomba Bomba(183CLUB) 5. 不可抗拒的命運(配樂) 6. 幻滅(配樂) 7. 感情線(183CLUB) 8. 沒人知道的秘密(配樂) 9. 2 Sweet(黃玉榮&喬恩) 10. 迷宮Maze(7朵花) 11. 華麗的復仇(配樂) 12. 霓虹幻影(配樂) 13. 甜蜜約定(183CLUB) |
| 2006年 | 《183Club首張專輯》                       | 華納音樂             | 10首 1. 兩個人的西洋棋(Chess For 2) 2. 一把傘(One Umbrella) 3. 欺騙(Deceive) 4. 為你征服全世界(Conquer The Whole World) 5. 紀念日(Anniversary) 6. 夢裡(Lemon Dream) 7. I'm So Hot 8. 愛情特賣(Love On Sale) 9. 再一遍(Once Again) 10. Hero |
| 2006年 | 《天使情人電視原聲帶》                    | 華納音樂             | 18首 1. Angel's Intro (配樂) 2. 發現真愛 (明道、祝釩剛、黃玉榮) 3. We will fly (配樂) 4. Falling (配樂) 5. 不後悔的決定 (明道、祝釩剛) 6. 看見愛 (配樂) 7. 回不到那些美好時光 (配樂) 8. Open ur Eyes (配樂) 9. Can we try? (配樂) 10. 腦海的橡皮擦 (黃玉榮) 11. 你好不好? (配樂) 12. 被遺忘的承諾 (配樂) 13. 開始明白 (配樂) 14. 怕黑 (白歆惠) 15. Forever Yours (配樂) 16. 遺忘 (明道、黃玉榮) 17. Close ur Eyes (配樂) 18. 從頭 (明道、祝釩剛、黃玉榮) |
| 2007年 | 《愛的奇蹟3-搖滾萬歲》                    | 華納音樂             | 17首 1. 搖滾萬歲 - J-Star 2. 著火 - 太極+5566 3. 兩個人的西洋棋 - 183 Club 4. 撒哈拉沙漠 - 颱風 5. 白色花漾 - 5566 6. 甜蜜約定 - 183 Club 7. 笑著放手 - 七朵花 8. 不夠勇敢 - VJ 9. 紅紅青春敲啊敲 - 5566 10. 完美情人 - 183 Club 11. 青春再見 - LALA 12. I'm so Hot - 183 Club 13. 怎麼了 - VJ 14. 你永遠是最美的 - 183 Club 15. 偷心 - 5566 16. 棉花糖 - 7朵花 17. 真愛 - 183 Club                                                                      |

## 電視劇
| 年份   | 頻道               | 劇名                       | 角色          |
| 2002年 | 東風電視台         | 《半成年主張之搞個自由式》 | 鞏鞏          |
| 2003年 | 中視               | 《熟女慾望日記》           | 蔣大同        |
| 2003年 | 台視               | 《牽手向明天》             | 李柏杉        |
| 2003年 | 中視               | 《原味的夏天》             | 阿達          |
| 2004年 | 八大綜合台         | 《我是男子漢》             |               |
| 2004年 | 台視               | 《愛上千金美眉》           | Justin        |
| 2004年 | 三立都會台         | 《天國的嫁衣》             | 阿KEN         |
| 2005年 | 三立都會台         | 《王子變青蛙》             | 李大偉        |
| 2005年 | 中視               | 《雙璧傳說》               | 王宏元        |
| 2006年 | 三立都會台         | 《愛情魔髮師》             | 蕭哲明        |
| 2007年 | 三立都會台         | 《放羊的星星》             | 趙十三        |
| 2008年 | 客家電視台         | 《花樹下的約定》           | 夏昱雷        |
| 2009年 | 三立都會台         | 《敗犬女王》               | 岳非          |
| 2009年 | 客家電視台         | 《十里桂花香》             | 羅綸標        |
| 2009年 | 華視               | 《魔女18號》               | Jack          |
| 2009年 | 客家電視台         | 《流漂子》                 | 潘世豪        |
| 2009年 | 三立台灣台         | 《天下父母心》             | 江大同        |
| 2010年 | 客家電視台         | 《這屋三口》               | 徐定邦        |
| 2010年 | 三立台灣台         | 《家和萬事興》             | 李文星        |
| 2011年 | 中國大陸           | 《聊齋》                   | 金大用        |
| 2011年 | 大愛電視台         | 《仙女不下凡》             | 陳仔          |
| 2011年 | 三立台灣台         | 《牽手》                   | 花美男        |
| 2011年 | 大愛電視台         | 《峰回青春路》             | 劉義杰        |
| 2012年 | 三立台灣台         | 《天下女人心》             | 李偉銘        |
| 2013年 | 三立台灣台         | 《孤戀花》                 | 江海          |
| 2013年 | 三立台灣台         | 《戲說台灣-白蛇外傳》      | 許仙          |
| 2013年 | 三立台灣台         | 《世間情》                 | 黃安倫        |
| 2014年 | 三立台灣台         | 《戲說台灣-子母鬼鳥》      | 黃萬貫        |
| 2015年 | 大愛電視台         | 《當我們同在一起》         | 陳當世        |
| 2015年 | 三立台灣台         | 《戲說台灣-石猴大鬧礁溪》  | 黃慶生        |
| 2015年 | 大愛電視台         | 《永不放棄》               | 林玉地        |
| 2016年 | 八大第一台         | 《命運交叉路》             | 蔡振邦        |
| 2016年 | 大愛電視台         | 《鑼聲若響》               | 張振勝        |
| 2016年 | 三立台灣台         | 《甘味人生》               | 胡迪 邱迪     |
| 2016年 | 三立台灣台         | 《戲說台灣-無面媽》        | 楊炎慶        |
| 2017年 | 大愛電視台         | 《車站人生》               | 陳清標        |
| 2017年 | 大愛電視台         | 《生命桃花源》             | 李晉三        |
| 2017年 | 華視               | 《春風愛河邊》             | 胡明亮        |
| 2018年 | 大愛電視台         | 《黃金大天團》             | 楊信義        |
| 2019年 | 三立台灣台         | 《炮仔聲》                 | 金詠健        |
| 2019年 | 大愛電視台         | 《程哥懺悔路》             | 陳啟平        |
| 2019年 | 公視               | 《苦力》                   | 許政男        |
| 2020年 | 台視               | 《生生世世》               | 葉坤輝        |
| 2020年 | 大愛電視台         | 《歲歲年年》               | 張天鳴        |
| 2020年 | 三立台灣台         | 《天之驕女》               | 黃冠中 王一龍 |
| 2022年 | 三立台灣台         | 《一家團圓》               | 洪有志        |
| 2023年 | 三立台灣台         | 《天道》                   | 謝東俊 陳東俊 |
| 2024年 | 北京衛視、江蘇衛視 | 《但願人長久》             | 黑狗          |
| 2024年 | 三立台灣台         | 《願望》                   | 張若元        |
| 2025年 | 華視               | 《幸運靈書FB54》           |               |

## 電影
| 上映   | 片名               | 角色 | 導演   | 主演                   |
| 2002年 | 《台北晚九朝五》   | Ben  | 戴立忍 | 黄立行、张兆志、杨谨华 |
| 2002年 | 《沒完沒了的夏天》 | 大雄 | 鈕承澤 | 李心潔、曾莉婷、陳博正 |

## MV
| 年份           | 歌名     | 演唱者         | 收錄專輯           |
| 2002年12月27日 | 不確定   | 萬芳           | 相愛的運氣         |
| 2003年6月27日  | 勇敢     | 張惠妹         | 勇敢               |
| 2005年4月8日   | 把愛放開 | F.I.R.飛兒樂團 | 無限               |
| 2005年10月28日 | 拜金女郎 | 七朵花         | 七朵花首張同名專輯 |

## 外部連結
- 黃玉榮的Facebook專頁
- 黃玉榮的新浪微博
- 黃玉榮的Instagram帳戶
- 黃玉榮在香港影庫上的簡介
- 黃玉榮在豆瓣上的资料（简体中文）
- 黃玉榮在时光网上的簡介（简体中文）